# 乳井建定
乳井 建定（にゅうい たてさだ）は、江戸時代前期の弘前藩の家老。

## 略歴
津軽統一の功臣乳井建清の子として誕生。3000石を食み、津軽姓を許され、家老となる。
寛永10年（1633年）、津軽信義に召し抱えられた新参者の船橋長真に不満を示し、お役御免となった。その後も家老・乾安儔と船橋長真が結託し、悪政を行っていることに不満を持っていたが、服部康成に諌められ、行動を控えていた。翌11年（1634年）7月に信義に従い、3代将軍・徳川家光の上洛の伴をした。翌月、江戸に戻ると譜代の家臣兼平信孝らと共に、船橋長真の放逐を求めた（船橋騒動）。
寛永13年（1636年）、江戸幕府より喧嘩両成敗の裁決が下った。そして、建定は兼平信孝と共に長府の毛利秀元、乾安儔と船橋長真は伊予松山の松平定行の許にお預けとなった。この騒動で服部康成の子・成昌が加賀藩前田氏に仕官するなど、多くの譜代の家臣が津軽氏の許を離れた。
その後、建定は長門で死去。乳井氏は弟・建吉が継ぎ、子孫に乳井貢などを輩出した。